# خوسيه تريانا
خوسيه تريانا (4 يناير 1931 - 4 مارس 2018) شاعر وكاتب كوبي.
ولد في هاتوي، في  مقاطعة كاماغوي في 4 يناير 1931، التحق تريانا بجامعة أورينتي. وانتقل إلى إسبانيا في عام 1954، حيث بدأ حياته المهنية ككاتب مسرحي. أثناء وجوده في إسبانيا، درس تريانا في جامعة مدريد والمسرح مع خوسيه فرانكو.

## الوفاة
توفي في 4 مارس 2018 في باريس عن عمر يناهز 87 عامًا.

## روابط خارجية
- خوسيه تريانا على موقع IMDb (الإنجليزية)